# Tom Corbett
Thomas Wingett Corbett, Jr. (Filadelfia, 17 giugno 1949) è un politico statunitense, governatore repubblicano della Pennsylvania dal 2011 al 2015.